# Интернат св. апостола Андрея Первозванного
Интернат святого апостола Андрея Первозванного — не существующее ныне учебное и воспитательное заведение Русского апостолата в зарубежье, под управлением ордена иезуитов в окрестностях Буэнос-Айреса в Аргентине. Основано для детей русских эмигрантов из числа Ди Пи, прибывших в страну после Второй мировой войны.

## История
В 1948 году в Аргентину для работы с русскими был направлен католический священник Русской богослужебной традиции византийского обряда Александр Кулик, который при  поддержке руководителя Миссии иезуитов французского священника Филиппа де Режис sjоткрыл интернат для русских мальчиков в 40 км от Буэнос-Айреса. Первоначально это была летняя колония для детей, организованная при доме отдыха русского католического прихода.
Общее образование дети получали в местных школах, в интернате - проживали, готовили уроки, а также им преподавались дополнительные предметы: русский язык, русская история и история русской литературы, получали общее христианское воспитание.

Несколько на отлете, живет своей более замкнутой жизнью интернат для мальчиков Св. Апостола Андрея Первозванного, среди апельсиновых деревьев, в сравнительно небольшом доме. Тут также настоящий русский уголок, где дети воспитываются в любви к Богу и к родине в рамках русских родных традиций, посещая в то же время местную аргентинскую школу. Вся эта многообразная работа, как чисто церковная, так и социальная, как издательская, так и воспитательская, объединена одним стремлением: служить русским в изгнании….